# Anders Limpar

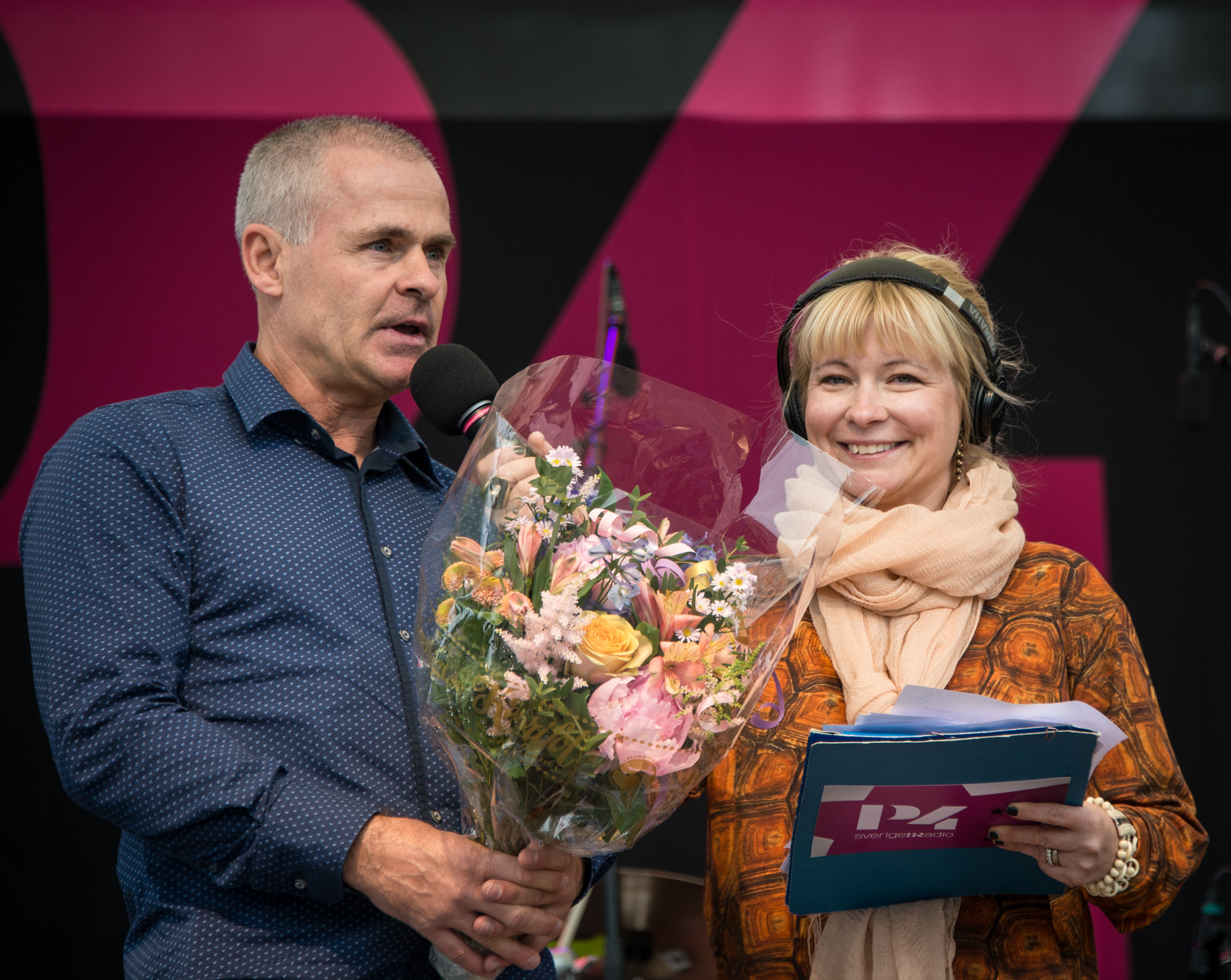
Anders Limpar intervjuas av Josefine Sundström i Kungsträdgården i Stockholm i samband med att Nacka Skoglund har utsetts till Stockholms bästa fotbollsspelare genom tiderna av P4 Stockholm där Limpar var en av de nominerade.

Anders Limpár, ofta omnämnd som Anders Limpar och ibland kallad "Limpan", född 24 september 1965 i Solna, Stockholms län, är en svensk före detta elitfotbollsspelare.

## Biografi

### Klubbkarriär
Anders Limpar, som har ungerskt påbrå, från sin pappa Laszlo (1935–2019), är uppvuxen i Solna. Han började spela i Spårvägens GoIF 1971 och kom som åttaåring till AIK:s pojklag. Han lämnade AIK för Brommapojkarna 1979. Där kom han i början av 1980-talet fram som stor talang i division 1 norra. Hans spel ledde fram till att han värvades till Örgryte IS som 1986 var regerande svenska mästare. I ett lag med spelare som Jan Hellström, Conny Karlsson och Sven Andersson blev han ordinarie. 
Sommaren 1988 lämnade han ÖIS för spel i schweiziska BSC Young Boys där Tord Grip var tränare. 1989 värvades han av US Cremonese som var nykomlingar i Serie A. Han blev ordinarie i laget som tränades av Tarcisio Burgnich. Limpar hjälpte från sin vänsterkant, det andra nyförvärvet argentinaren Gustavo Dezotti att göra 13 mål under Serie A-säsongen, och gjorde även själv tre på 26 matcher. Limpar gjorde sitt första mål i den andra omgången, i en 2-1 hemmaförlust mot Cesena. Hans nästa mål för laget kom, i en oavgjord 1-1 match mot Bologna. Mittfältaren gjorde också mål i 2-1-segern över Lazio, i den 20:e omgången, men lyckades inte att rädda kvar laget i Serie A. Efter säsongens slut utsågs Limpar till tredje bästa utländska spelare i Italien 1990, efter Lothar Matthäus och Diego Maradona.  
Samma dag som VM-finalen spelades i Italien 8 juli 1990, blev han klar för engelska Arsenal FC för ca. 1 miljon pund.  Han gjorde sin debut i Arsenal-tröjan i en träningsmatch på Ruddalen 24 juli 1990 mot Västra Frölunda IF. Limpars första mål i Arsenal kom på Wembley 10 augusti 1990 i Makita Tournament, en försäsongsturnering innan ligastarten.
Limpar storspelade och gjorde hela 11 ligamål (plus 2 mål i FA-cupen) under säsongen 1990-91, då Arsenal blev ligamästare. Han gjorde bl.a. ett avgörande mål på Old Trafford mot Manchester United 20 oktober 1990, där även ett stort spelarbråk utbröt på planen, då båda lagen också fråntogs poäng. Limpar gjorde även ett hattrick i sista ligamatchen mot Coventry. Arsenal förlorade dessutom bara en ligamatch på hela säsongen, borta mot Chelsea FC. Under tränaren George Graham blev Limpar andre svensk någonsin att bli engelsk ligamästare. Glenn Hysén var den första året innan för Liverpool. Limpar var en av huvudfigurerna i ett Arsenal med profiler som Nigel Winterburn, David Seaman, Tony Adams och Steve Bould. Han blev kallad "Super Swede" av Arsenal-fansen och för sin framgångsrika säsong tilldelades han Guldbollen 1991. Han slutade tvåa i omröstningen om priset som årets spelare i England, som gick till Mark Hughes i Manchester United.
Säsongen efter blev inte lika framgångsrik med en 4:e plats i ligan och totalt 5 mål i liga och cuper. Limpar gjorde däremot många passningar till Ian Wright som gjorde 29 mål i ligan. 20 april 1992 gjorde Limpar ett drömmål på Liverpool, över 35 meter från målet, lobbade han över målvakten.
 Limpar spelade också i Arsenal när de blev utslagna av Benfica i Europacupen 6 november 1991, där både Stefan Schwarz och Jonas Thern spelade. Därefter ändrade Graham spelsystem och det blev en mer defensiv taktik, så Limpars spelstil verkade inte längre passa in i Grahams planer.   
Säsongen 1992-93 startade Limpar bara i 12 ligamatcher (samt 11 inhopp) och var även med om att vinna FA-cupen och Ligacupen på våren 1993 med Arsenal, dock utan att spela några av finalerna på Wembley. Skador och petningar, samt dispyter med hårdföre Graham satte stopp för kontinuerligt spel i Arsenal, och han hade tappat sin plats i startelvan. Det blev bara 9 ligamatcher från start säsongen 1993-94. 19 mars 1994 spelade han sin sista ligamatch för Arsenal mot Southampton.
Under den sista dagen på transferfönstret 24 mars 1994, följde en övergång till Everton FC.  Everton var för övrigt laget han själv stöttat sedan barnsben. Debuten i Liverpoolklubben skedde på Goodison Park mot Tottenham 26 mars 1994. Everton hade det tungt i ligan. Tränaren Mike Walker byttes ut mot Joe Royle i november och efter det gick det bättre för klubben.
20 maj 1995 blev Limpar den förste svensk att bli FA-cupmästare på Wembley, då slog Everton Manchester United med 1-0. Limpar var även med att vinna Charity Shield på Wembley 13 augusti 1995. Det blev totalt 5 mål på 66 matcher för Everton. Under säsongen 1996-97 kom han att bli reserv i Everton och han tappade även sin plats i svenska landslaget.
20 januari 1997 gick han till Birmingham City men det blev en sejour med bara fyra ligamatcher och samma år återvände Limpar till Sverige för spel med AIK. I Solnaklubben var han med i 1998 års guldlag men hans kontrakt förlängdes inte och han flyttade över Atlanten till Colorado Rapids i amerikanska MLS. År 2000 återvände Limpar till Sverige och skrev på för Djurgårdens IF men spelade aldrig någon seriematch utan skrev istället snart därpå på för Brommapojkarna som han spelade med fram till 2002. 2006 gjorde han en tillfällig comeback i Djursholm United.

### Landslagskarriär
18 april 1987 följde landslagsdebuten i en träningslandskamp mot Sovjetunionen (3–1) där Limpar blev en av målskyttarna. 1988 togs han ut till Sveriges OS-landslag av Benny Lennartsson och spelade tillsammans med bland andra Roger Ljung, Hans Eskilsson, Joakim Nilsson, Martin Dahlin och Leif Engqvist. Laget åkte ut i kvartsfinalen mot Italien. 
Limpar togs ut till VM i Italien 1990. Han imponerade stort i VM-genrepet mot Finland, som slutade 6-0.
I gruppspelet i VM startade Limpar de två första matcherna mot Brasilien och Skottland, men petades mot Costa Rica, som blev sista matchen för Sverige i mästerskapet. 
Sommaren 1992 spelade Limpar i EM där han under gruppspelet var ordinarie men bänkades i semifinalen mot Västtyskland, där han gjorde ett inhopp som ersättare för Joakim Nilsson. 
Limpar startade i 7 av VM-kvalmatcherna och fanns med i den svenska truppen när Sverige tog brons i fotbolls-VM 1994. Han fick bara göra ett inhopp under hela turneringen, och det var att ersätta Henrik Larsson när endast 12 minuter återstod av bronsmatchen mot Bulgarien.
Limpars sista landskamp var ett inhopp i VM-kvalmatchen mot Lettland 1 september 1996.

## I andra sammanhang
1989 fick Anders Limpar ge namn åt ett svensk version av datorspelet Gazza's Superstar Soccer (namngivet efter den engelska fotbollsspelaren Paul Gascoigne), Anders Limpars proffsfotboll.
Limpar deltog i ett avsnitt av TV 3-programmet Blåsningen, inspelat den 11 september 1997, där han lurades att tro att han hade förflyttats två år framåt i tiden genom en tidsmaskin. 2011 deltog Limpar i tv-programmet Mästarnas mästare där han kom på andra plats efter Ingemar Stenmark. Limpar vann tv-programmet Det största äventyret 2015 och medverkade i Superstars 2021.

## Meriter
- Svensk mästare 1998
- Engelsk mästare 1991
- FA-cupen 1993 (*),1995
- Engelska ligacupen 1993 (*)
- Guldbollen 1991
- VM i fotboll: 1990, 1994
  - VM-brons 1994
  - Svenska Dagbladets guldmedalj 1994
- EM i fotboll: 1992
- Charity Shield: 1991 (*), 1995

(*) Limpar spelade inte i finalmatchen. 

## Övrigt
Limpar startade en bar vid Norra Bantorget i Stockholm. Namn: Limpbar.